# SC Melle 03
Der SC Melle 03 (offiziell: Sportclub Melle 03 e. V., abgekürzt: SCM) ist ein Sportverein aus Melle im Landkreis Osnabrück. Der Verein ist am 1. Juli 2003 durch die Fusion der Vereine TuRa Grönenberg Melle und TuS Einigkeit Melle entstanden. Der SC Melle 03 ist mit rund 6100 Mitgliedern in zahlreichen Sportarten der neuntgrößte Sportverein in Niedersachsen.
Der SC Melle 03 bietet als Breitensportverein u. a. Badminton, Ballett und Modern Dance, Basketball, Fußball, Handball, Kampfsport/Kampfkunst, Leichtathletik, Orientierungslauf und Outdoorsport, Radsport, Reha-Sport, Schach, Schwimmen, Sportabzeichen, Tanzen, Tischtennis, Turnen, und Volleyball an.

## Geschichte
Am 2. November 1887 wurde mit dem Turnverein Melle die Urzelle des SC Melle 03 gegründet. Infolge der Reinlichen Scheidung spaltete sich die Fußballabteilung im Jahre 1924 unter dem Namen SV Melle ab. Im Jahre 1935 wurden die beiden Vereine zusammen mit dem Meller Turnerbund und den aufgelösten Arbeiter-Turnverein Melle und Deutsche Jugendkraft Melle zum VfL 1887 Melle auf Geheiß der örtlichen NSDAP-Führung zwangsvereinigt. Mit dem Ende des Zweiten Weltkriegs löste sich der VfL wieder auf. Parallel dazu wurde am 8. Januar 1909 der Arbeiter-Turnverein Melle gegründet, der im Jahre 1933 von den Nationalsozialisten verboten wurde.
Als Nachfolger wurden am 17. Januar 1946 die Vereine TuS Grönenberg Melle und TuS Einigkeit Melle gegründet. Um Verwechselungen zu vermeiden, wurde bereits vier Tage später der TuS Grönenberg und TuRa Grönenberg umbenannt und fusionierte 1947 mit Blau-Weiß Melle. Der TuS Einigkeit Melle hatte in der Anfangszeit große Probleme mit den britischen Besatzungsbehörden, denen der Name Einigkeit „zu politisch“ war. Die Gründer von Einigkeit wünschten keine Konfrontation mit dem bürgerlichen Lager und lehnten einen Beitritt zu TuRa ab. Schließlich stimmten die Behörden ein Jahr später dem Namen zu.
Am 24. Mai 2003 beschlossen die Mitgliederversammlungen beider Vereine die Fusion, die dann am 1. Juli 2003 in Kraft trat. Zum Zeitpunkt der Fusion hatte der TuRa Grönenberg Melle etwa 4000 und der TuS Einigkeit etwa 2150 Mitglieder. TuRa Grönenberg Melle weist eher bürgerliche und der TuS Einigkeit eher proletarische Wurzeln auf.

## Fußballabteilung

### Die Vorgängervereine
Die Fußballer von TuRa Grönenberg Melle spielten in der Saison 1958/59 in der seinerzeit zweitklassigen Amateuroberliga Niedersachsen. Anfang der 1970er Jahre wirkte mit Horst Szymaniak ein ehemaliger deutscher Nationalspieler als Trainer. Zwischenzeitlich bis in die Kreisliga hinabgerutscht konnten die Turaner in der Saison 1999/2000 ein Jahr in der Niedersachsenliga spielen. Die Fußballer des TuS Einigkeit spielten hingegen zumeist auf Kreisebene, brachten allerdings mit Lars Schiersand einen Zweitligaspieler hervor. Größter Erfolg des TuS Einigkeit waren die Jahre in der Bezirksliga 8 zwischen 1967 und 1969. Als beide Vereine die Fusion beschlossen haben, waren die Meldefristen für die Saison 2003/04 bereits verstrichen. Aus diesem Grund spielen alle Mannschaften in der Saison 2003/04 noch unter ihrem alten Namen. TuRa Grönenberg Melle wurde Siebter der Bezirksliga Weser-Ems Süd, während der TuS Einigkeit als Aufsteiger Zwölfter der Kreisliga Osnabrück-Land Süd wurde.

### Nach der Fusion
Schließlich starten die Fußballer in der Saison 2004/05 in der Bezirksliga Weser-Ems Süd. Nach einer Vizemeisterschaft im Jahre 2008 hinter Blau-Weiß Hollage wurden die Meller ein Jahr später Meister in der siebtklassigen Bezirksliga Weser-Ems 5. Damit stieg die Mannschaft in die Bezirksoberliga Weser-Ems auf. In der Saison 2009/10 belegte der SC Melle 03 den dritten Platz und verpasste nur knapp den Aufstieg in die Oberliga Niedersachsen. Am letzten Spieltag unterlag der SC beim SC Blau-Weiß Papenburg, während der FC Schüttorf 09 Meister wurde. Auch das zweite Jahr in der Landesliga gestaltete die Mannschaft erfolgreich. Zwar reichte es wieder nicht für den angestrebten Aufstieg, doch wurde am Ende der Saison 2010/11 der vierte Platz erreicht. Als Vizemeister der Saison 2011/12 hinter dem SSV Jeddeloh erreichten die Meller die Aufstiegsrunde zur Oberliga Niedersachsen, wo die Mannschaft im neutralen Heeßel gegen die Freie Turnerschaft Braunschweig mit 2:3 unterlag.
Nach einem schlechten Saisonstart in die Spielzeit 2012/13 trennte sich der Verein im September 2012 in beidseitigem Einvernehmen vom langjährigen Trainer Farhat Dahech. Am 30. September 2012 übernahm Jürgen Gessat das Traineramt und wurde mit den Mellern am Ende der Saison Tabellensiebter. Im Sommer 2014 übernahm Roland Twyrdy das Traineramt und führte das Team 2017 auf Platz drei mit zwei Punkten Rückstand auf Meister SV Atlas Delmenhorst und Vizemeister Blau-Weiß Lohne. Drei Jahre später wurden die Meller Vizemeister hinter Blau-Weiß Lohne. 2022 klopften die Meller erneut an der Tür zur Oberliga, vergaben die Aufstiegschance aber am letzten Spieltag durch eine 1:3-Niederlage gegen den SV Hansa Friesoythe. Am 19. April 2024 verstarb der Trainer Roland Twyrdy kurz vor Anpfiff des Spiels bei Viktoria Gesmold an einem Herzinfarkt. Das Spiel wurde nicht angepfiffen.

### Statistik
Grün unterlegte Platzierungen kennzeichnen einen Aufstieg, rot unterlegte einen Abstieg. Die Abkürzung WE steht für Weser/Ems.
| Spielzeit | Liga               | Level | Platz | S  | U  | N  | Tore   | Punkte |
| --------- | ------------------ | ----- | ----- | -- | -- | -- | ------ | ------ |
| 2004/05   | Bezirksliga WE-Süd | VII   | 06    | 15 | 05 | 10 | 058:51 | 50     |
| 2005/06   | Bezirksliga WE-Süd | VII   | 04.   | 11 | 07 | 10 | 063:51 | 40     |
| 2006/07   | Bezirksliga WE-5   | VII   | 03.   | 20 | 05 | 05 | 083:41 | 65     |
| 2007/08   | Bezirksliga WE-5   | VII   | 02.   | 22 | 05 | 03 | 101:27 | 71     |
| 2008/09   | Bezirksliga WE-5   | VII   | 01.   | 28 | 01 | 01 | 096:16 | 85     |
| 2009/10   | Bezirksoberliga WE | VI    | 03.   | 20 | 07 | 07 | 066:37 | 67     |
| 2010/11   | Landesliga WE      | VI    | 04.   | 20 | 03 | 13 | 075:51 | 63     |
| 2011/12   | Landesliga WE      | VI    | 02.   | 18 | 06 | 08 | 075:35 | 60     |
| 2012/13   | Landesliga WE      | VI    | 07.   | 16 | 06 | 12 | 059:47 | 54     |
| 2013/14   | Landesliga WE      | VI    | 06.   | 16 | 04 | 14 | 052:57 | 52     |
| 2014/15   | Landesliga WE      | VI    | 06.   | 17 | 07 | 02 | 062:58 | 58     |

| Spielzeit | Liga          | Level | Platz             | S                 | U                 | N                 | Tore              | Punkte            |
| --------- | ------------- | ----- | ----------------- | ----------------- | ----------------- | ----------------- | ----------------- | ----------------- |
| 2015/16   | Landesliga WE | VI    | 08.               | 13                | 09                | 10                | 055:49            | 48                |
| 2016/17   | Landesliga WE | VI    | 03.               | 16                | 11                | 03                | 060:32            | 59                |
| 2017/18   | Landesliga WE | VI    | 08.               | 13                | 05                | 12                | 053:50            | 44                |
| 2018/19   | Landesliga WE | VI    | 07.               | 12                | 05                | 13                | 045:52            | 41                |
| 2019/20   | Landesliga WE | VI    | 02.               | 12                | 04                | 04                | 041:27            | 40                |
| 2020/21   | Landesliga WE | VI    | Saison annulliert | Saison annulliert | Saison annulliert | Saison annulliert | Saison annulliert | Saison annulliert |
| 2021/22   | Landesliga WE | VI    | 05.               | 06                | 04                | 04                | 032:22            | 22                |
| 2022/23   | Landesliga WE | VI    | 07.               | 14                | 12                | 08                | 061:48            | 54                |
| 2023/24   | Landesliga WE | VI    | 03.               | 18                | 08                | 06                | 072:38            | 62                |
| 2024/25   | Landesliga WE | VI    | 04.               | 18                | 05                | 07                | 079:48            | 59                |

### Stadion
Der SC Melle 03 trägt seine Heimspiele auf dem Carl-Starcke-Platz aus. Dieser liegt im Sportzentrum am westlichen Stadtrand an der Friedrich-Ludwig-Jahn-Straße und bietet Platz für 4000 Zuschauer. Gespielt wurde auf Naturrasen, wobei die Spielfläche von einer Leichtathletikanlage umgeben ist. Die Grundsteinlegung war im Jahre 1913. Sechs Jahre später erhielt der Platz seinen heutigen Namen zu Ehren des Fabrikanten Carl Stracke, der sich stark für das Gemeinwohl einsetzte. In früheren Zeiten wurde der Sportplatz auch als Reitplatz genutzt, wodurch es immer wieder zu Konflikten mit den Fußballern kam.
1970 erhielt der Sportplatz eine Flutlichtanlage. Im Jahre 2005 wurde der Nebenplatz mit einem Kunstrasen ausgestattet und trägt seither den Namen Melos-Platz. Namensgeber ist der Kunstrasenhersteller Melos aus Melle. Am 10. August 2019 wurde beim Spiel gegen den BV Essen die neue Tribüne mit 240 überdachten Sitzplätzen eingeweiht. Am 6. September 2020 wurde beim Derby gegen den SV Bad Rothenfelde die neue Anzeigetafel eingeweiht.